# Karl Schloß
Karl Schloß (* 6. Januar 1876 in Framersheim; † 3. Januar 1944 in Auschwitz) war ein deutscher Unternehmer und Schriftsteller.

## Leben
Karl Schloß entstammte einer jüdischen Familie. Er studierte Philosophie, Kunstgeschichte und Literaturgeschichte an den Universitäten Heidelberg und München. Schloß verkehrte in Münchner Bohème-Kreisen und veröffentlichte in diversen Literaturzeitschriften Gedichte und Essays. 1910 gab er seine literarischen Aktivitäten aus wirtschaftlichen Gründen auf und ging nach Alzey, um in der Zigarrenhandlung seines Vaters Adolph Schloß († 1918), die ab 1912 auch über eine eigene Fabrikation verfügte, zu arbeiten und sie nach dessen Tod zu übernehmen. Im Jahre 1914 heiratete er Rosa Eva geb. Storck, die geschiedene Frau des Schriftstellers Wilhelm Michel. Karl Schloß ist Vater der Schauspielerin Sybille Schloß, in seinem Haus wuchsen außerdem drei Kinder aus der ersten Ehe seiner Frau auf, der Maler Heinz Michel, der KPD-Funktionär Fritz Michel und Anny Michel, die Mutter des Kirchenmusikers Josef Michel, die möglicherweise seine leibliche Tochter war. 1928 verlegte er den Sitz des Betriebes nach Worms. Die Firma musste aufgrund von wirtschaftlichen Schwierigkeiten durch den Juden-Boykott unter den nationalsozialistischen Machthabern im Jahr 1937 aufgegeben werden. Im gleichen Jahr gelang Karl Schloß und seiner Frau Rosel die Flucht in die Niederlande, wo sie in Den Haag lebten.
Nach dem deutschen Überfall auf die Niederlande im Jahre 1940 wurden sie kurze Zeit getrennt, Juden mussten im Oktober Den Haag verlassen. Auch alle anderen Auswanderungspläne vor allem in die USA zur Tochter Sybille scheiterten. Im Herbst 1943 wurden Schloß und seine Frau von der Gestapo verhaftet und nach Darmstadt gebracht. Da beider Ehe nach den Nürnberger Gesetzen als „privilegierte Mischehe“ galt, die den jüdischen Ehemann vor der Deportation schützte, drängten die nationalsozialistischen Behörden Rosel Schloß zur Scheidung, was sie jedoch ablehnte. Beide Eheleute wurden zu Lagerhaft verurteilt und starben Anfang 1944, jeweils kurz nach ihrer Einlieferung ins Konzentrationslager, Karl Schloß in Auschwitz, Rosel Schloß am 6. Januar 1944 in Ravensbrück.
Karl Schloß war der Verfasser von Gedichten und essayistischen Texten; während seiner Münchner Jahre war er stark vom Jugendstil beeinflusst. 2003 erschien eine Auswahl aus seinem Gesamtwerk, die auch einige während des Exils und der Haft entstandenen späten Gedichte enthält. Am 5. November 2006 sendete der Bayerische Rundfunk, Redaktion Land und Leute, ein Hörbild über Karl Schloß: „Seht, wie man mich zugrunde richtet“, Autorin: Helga Keiser-Hayne. Einige Tage später wurde in München die Synagoge feierlich eröffnet. Im Jahre 2008 wurde in Worms ein „Stolperstein“ zur Erinnerung an das Ehepaar Schloß verlegt.

## Werke (Auswahl)
- Drei Gedichte von Karl Schloß. In: Die Insel. 1, Nr. 10–12, München 1900, S. 73–79 (Textarchiv – Internet Archive).
- Gedichte von Karl Schloss. In: Die Insel. 2,  Nr. 7–9, München 1901, S. 225–233 (Textarchiv – Internet Archive).
- Gedichte. R. Piper & Co., München / Leipzig 1905 (archive.org).

Herausgeberschaft
- Münchner Almanach. München [u. a.] 1905 (archive.org).
- Franz von Pocci: Die Puppenspiele des Grafen Franz Pocci. München 1909 (archive.org).